# ماتیا کورادی
ماتیا کورادی (انگلیسی: Mattia Corradi؛ زادهٔ ۱۲ ژانویهٔ ۱۹۹۰) بازیکن فوتبال اهل ایتالیا است.
از باشگاه‌هایی که در آن بازی کرده‌است می‌توان به باشگاه فوتبال مونتسا و باشگاه فوتبال پرو ورچلی اشاره کرد.